# كوفورلا أديمولا
أولوري وتعني «الأميرة» كوفورلا «كوفو» آينا أديمولا، السيدة أديمولا الحاصلة على وسام العضو للإمبراطورية البريطانية (MBE) ووسامي العضو والضابط للجمهورية الاتحادية (نيجيريا)(MFR، OFR).(اللقب عند الولادة: موور، 21 مايو1931-15 مايو 2002) كانت عالمة تربوية نيجيرية وأول رئيسة للمجلس القومي للجمعيات النسوية في نيجيريا ورئيسة المنظمة النسائية من سنة 1958 إلى 1964. هي أول امرأة إفريقية تحصل على درجة علمية من جامعة أكسفورد وأيضًا مؤلفة كتب للأطفال.

## حياتها
وُلدت كوفو لأسرة المحامي إيريك موور ابن مدينة لاجوس الحاصل على لقب أوموبا (وتعني أمير)، وهو أحد أفراد إحدى العائلات الملكية بقبيلة إجبا، وزوجته آيدا آرابلا (اللقب عند الولادة: فان) المنحدرة من سلالة سكيبييو فان (تنحدر أيضًا من خلاله إلى سلالة شيروكي). كانت كوفورلا ابنة خال أوينكان،السيدة أبايومي وابنة أخت تشارلوت أوباسا. عاشت كوفو النصف الأول من حياتها بمدينة لاجوس ثم عاشت النصف الآخر ببريطانيا. تعلّمت أديمولا بمدرسة سي.إم.إس للبنات والتي تقع بمدينة لاجوس، ثم درست بكلية فاسر بنيويورك، وكلية بورتواي بمدينة ريدينج، وكلية سانت هيو بجامعة أكسفورد من سنة 1931 إلى 1935. حصلت كوفو على شهادة من جامعة أوكسفورد في اللغة الإنجليزية والتدريس. عندما كانت تدرس بجامعة أكسفورد كتبت 21 صفحة كسيرة ذاتية لها وكان هذا بإصرار من مارجري بيرهام التي أرادت تتحدى الصورة النمطية التي يتخذها البريطانيون عن الأفارقة، كتبت أديمولا عن طفولتها كمزيج بين تيار الثقافة الغربية والتيار الإفريقي.
لم تخبر أديمولا عن العنصرية الصارخة التي قابلتها ببريطانيا، ولكنها عبّرت عن استيائها تجاه «معاملتها ك» تحفة«أو نموذج ما غريب من صنع الطبيعة، وليست كإنسان عادي» وعن «التعليقات عديمة الفائدة على» ذكائنا المذهل«لقدرتنا على تحدث اللغة الإنجليزية  وقدرتنا على ارتداء الملابس الإنجليزية».
عادت أديمولا إلى نيجيريا عام 1935، وعُينت كمدرس بكلية كوينز. وبينما كانت في لاجوس اشتركت في عدد من الجمعيات النسائية كجمعية الفتيات المسيحيات العالمية.
في عام 1939، تزوّجت من أديتوكونبو أديمولا، كان يعمل كموظف عام. وأنجبا خمسة أطفال.  ولأنها زوجة أمير بقبيلة اليوروبي، لُقبّت بأولوري وتعني الأميرة- ولأنها ابنة أمير، فهي بدون زواجها وفي الأصل أميرة أيضًا- ولكن نظرًا لأن زوجها فارس، فاشتهرت باسم السيدة أديمولا.
بسبب عمل زوجها انتقلت العائلة إلى مدينة واري ومدينة إيبادين، وكوّنت أديمولا علاقات مع الجمعيات النسوية في كلتا المدينتين.
نُشرت السيرة الذاتية  لكوفورلا آينا أديمولا في كتاب معتمد لبيمي روسيجي بعنوان نموذج لقائدة في عام 1996.

## حياتها المهنية
أثناء وجودها بمدينة واري مع زوجها، كانت أديمولا عضوة في حلقة أدبية نسوية ومُدرسة بكلية واري. وعندما انتقلت للعيش بمدينة إيبادين، بدأت تجمعها صداقة بإليزابيث أديكوبي التي تعرّفت عليها في مركز السيدات النيجيريات. وتعرّفت على تانيموو أوجانليسي  في جمعية تنمية النساء. قد كانت أديمولا عضوة في الجمعية المذكورة آخرًا وجسرًا رابطًا بين هاتين الجمعيتين وعدد آخر من الجمعيّات لتكوين كيانًا جماعيًا. في عام 1958، عندما تم تشكيل المركز القومي للجمعيات النسوية، اُختيرت أديمولا كأول رئيسة للمركز. أثناء رئاستها للمجلس القومي للجمعيات النسوية أصبحت أديمولا عضو مجلس إدارة بالمركز الدولي للنساء.
عملت أديمولا كباحثة اجتماعية ومُدرسة وتربوية، شاركت في تأسيس مدرستين: مدرسة البنات الثانوية الحديثة بمدينة لاجوس، ومدرسة العهد الجديد الثانوية للبنات بمدينة لاجوس أيضًا. كانت أديمولا رئيسة مجلس الأمناء بالمصرف المتحد الإفريقي وسكرتيرة مجلس إدارة منحة منطقة غرب إفريقيا. قامت أديمولا بكتابة كتب للأطفال أيضًا، العديد منهم مقتبس من التراث الشعبي لمنطقة الغرب الإفريقي ومنهم: الزوجة الطمّاعة والملعقة السحرية، التاجر أوجيجي والزلط السّحري، توتو واليقطين السحري، السلحفاة والنملة الذكيّة، كل هذه القصص جزء من سلسلة «مادهت بوك».

## تقديرها
اُختيرت أديمولا لتحصل على وسام العضو للإمبراطورية البريطانية في عام 1959، وتسلّمت الجائزة من الملكة إليزابيث الملكة الأم. كرّمتها حكومة أبو بكر تافاوا بيليوا بإعطائها وسام العضو للجمهورية الاتحاديّة (نيجيريا).
حملت أديمولا ألقابًا نيجيرية من قبيلة موجيبادي وغيرها.

## روابط خارجية
- الرؤساء - المجلس الوطني للجمعيات النسائية، نيجيريا